# Janez Gregor Božič
Janez Gregor Božič (tudi Woshiz), slovenski kipar, * (?) 1675, (?), † 13. marec 1724, Laško.
Janez Gregor Božič se je verjetno izučil kiparske spretnosti v Celovcu pri kiparskem mojstru M.A. Claussu, samostojno pa je deloval predvsem v Savinjski dolini in Posavju. Je predstavnik zrelega baroka. Na njegovih kompozicijsko razgibanih oltarjih in prižnicah izstopa vloga skulpture.
Pomembnejša Božičeva dela so oltarji v Laškem, Loki pri Zidanem Mostu, Dobju pri Planini, Zagorju, Studenicah, Svetini in drugod. Več njegovih plastik je sedaj shranjenih v Pokrajinskem muzeju Maribor, med njimi znameniti Prestol milosti s Svetine.